# Schwarze Lacke (Hydronym)
Die Schwarze Lacke (auch Schwarze Lacken) ist ein im alpenländischen Raum häufiger Name für ein stehendes oder langsam fließendes Gewässer, das dunkel aussieht. Bei dem Begriff „Lacke“ dürfte es sich um eine Variante der „Lache“ handeln (die entweder von lacus oder von lœkr bzw. *lek-a- abstammen soll). Oft werden moorige Gewässer im Gebirge so bezeichnet, den Namen tragen u. a.:
- ein kleiner See im Steinernen Meer Pinzgau (Salzburg), 2 km südlich des Funtensees im Berchtesgadener Land und 1 km von der deutsch-österreichischen Grenze entfernt. Er liegt auf rund 1950 m Höhe. Die Schwarze Lacke hat eine Größe von 400 m² und einen Umfang von 80 m. (Lage)
- der letzte Abschnitt des von Kurfürst Max Emanuel angelegten Nymphenburg-Biedersteiner-Kanals in München zwischen Würm und Isar wird vor seiner Einmündung in den Schwabinger Bach Schwarze Lacke genannt.
- in der Gemeinde Lana (Südtirol) findet sich in 1800 m Höhe ein See, der schwarze Lacke genannt wird
- Schwarze Lacke (Wien), ein ehemaliger Seitenarm der Donau bei der Gemeinde Jedlesee bei Wien
- Die Schwarze Lacken im Europaschutzgebiet Gerzkopf

Oft wird auch im Zusammenhang mit einem Gewässer namens Schwarze Lacke von Geister- und Gespenstergeschichten erzählt.
- So erzählt man in der Wachau, dass im Wald oberhalb Förthof ein kleiner versumpfter Wassertümpel sei, in dem man an hellen Tagen eine Turmspitze erblicken könne. Des Nachts könne man dort das Jagermandl treffen.
- Der Sage nach ist die Entdeckung des Erzberges bei der Stadt Eisenerz (Steiermark) einem Wassermann aus der „Schwarzen Lacke“ am Talausgang des Münichtals zu verdanken.